# Араужо Беневенуто, Умберто де
Умбе́рто де Арау́жо Бенвену́то (порт.-браз. Humberto de Araujo Benvenuto, 4 декабря 1904, Рио-де-Жанейро — 24 июня 1949, Рио-де-Жанейро) — бразильский футболист, полузащитник. В документах о его рождении фамилия отца и матери пишется Benvenuto. Но в жизни Умберто имел прозвище «Benê», поэтому часто его фамилию писали и как Benvenuto, и как Benevenuto. Умберто де Араужо Бенвенуто входил в состав делегации сборной Бразилии на первом турнире Кубка мира в Уругвае в 1930 году. Но в официальную заявку из 22 игроков он не попал, как и Дока.

## Биография
Начал свою карьеру в команде «Американо» из родного Рио, затем перебрался на два сезона в другую небольшую команду «Жекия», затем талантливого полузащитника приметил первый в его жизни «большой» клуб — «Фламенго», где он остался на пять лет. Его дебютной игрой стал матч, проведённый 1 апреля 1923 года с «Мадурейрой» (3:1). С «Фламенго» он выиграл два чемпионата Рио-де-Жанейро и даже призывается под знамёна сборной команды. Всего за клуб он провёл 119 матчей (56 побед, 17 ничьих и 46 поражений) и забил 13 голов.
Перед чемпионата мира он уехал играть за «Атлетико Минейро» из штата Минас-Жерайс. На чемпионате мира Беневенуто так не сыграл ни одного матча. После «Атлетико» он возвратился во «Фламенго», откуда перешёл в стан лидера 1920-х и 1930-х годов — клуб «Ботафого», в котором выиграл свой третий чемпионат Рио.
В 1933 году Бене ненадолго уезжал в Уругвай, где сыграл только в одном товарищеском матче за «Насьональ» (против «Сентраля»). Затем он вернулся в Бразилию, где выступал за множество клубов, нигде не задерживаясь больше двух лет. В 1936 году играл в маленьком клубе «Олимпико» из Рио. А завершил карьеру в «Атлетико Минейро», последний матч за который сыграл 11 октября 1936 года против «Ретиру» (4:0); в нём он забил два гола.
После чемпионата мира 1930 года Бенвенуто сыграл в двух товарищеских матчах за сборную Бразилии: 10 августа против Югославии (вышел на замену), а 17 августа — против сборной США.
Умберто де Араужо Бенвенуто скоропостижно скончался 24 июня 1949 года в возрасте 44 лет. В память о футболисте по инициативе арбитра Алберто да Гама Малшера клубы «Ботафого» и «Гремио» договорились провести матч в пользу семьи, оставшейся в тяжёлом финансовом положении.

## Статистика

### Клубная
| Сезон | Команда          | Игры | Голы |
| ----- | ---------------- | ---- | ---- |
| 1923  | Фламенго         | 11   | 3    |
| 1924  | Фламенго         | 6    | 1    |
| 1925  | Фламенго         | 3    | 3    |
| 1926  | Фламенго         | 8    | 1    |
| 1927  | Фламенго         | 22   | 1    |
| 1928  | Фламенго         | 22   | 2    |
| 1929  | Фламенго         | 29   | 0    |
| 1929  | Атлетико Минейро | 2    | 0    |
| 1930  | Фламенго         | 18   | 2    |
| 1936  | Атлетико Минейро | 1    | 2    |

### Международная
| Матчи Беневенуто за сборную Бразилии | Матчи Беневенуто за сборную Бразилии | Матчи Беневенуто за сборную Бразилии | Матчи Беневенуто за сборную Бразилии | Матчи Беневенуто за сборную Бразилии | Матчи Беневенуто за сборную Бразилии | Матчи Беневенуто за сборную Бразилии |
| ------------------------------------ | ------------------------------------ | ------------------------------------ | ------------------------------------ | ------------------------------------ | ------------------------------------ | ------------------------------------ |
| №                                    | Дата                                 | Место проведения                     | Оппонент                             | Счёт                                 | Голы                                 | Турнир                               |
| 1                                    | 10 августа 1930                      | Рио-де-Жанейро                       | Югославия                            | 4:1                                  | -                                    | Товарищеский матч                    |
| 2                                    | 17 августа 1930                      | Рио-де-Жанейро                       | США                                  | 4:3                                  | -                                    | Товарищеский матч                    |

## Достижения
- Чемпион муниципалитета Кампус-дус-Гойтаказис: 1921
- Чемпион штата Рио-де-Жанейро: 1925, 1927, 1932